# Amaryllis Temmerman

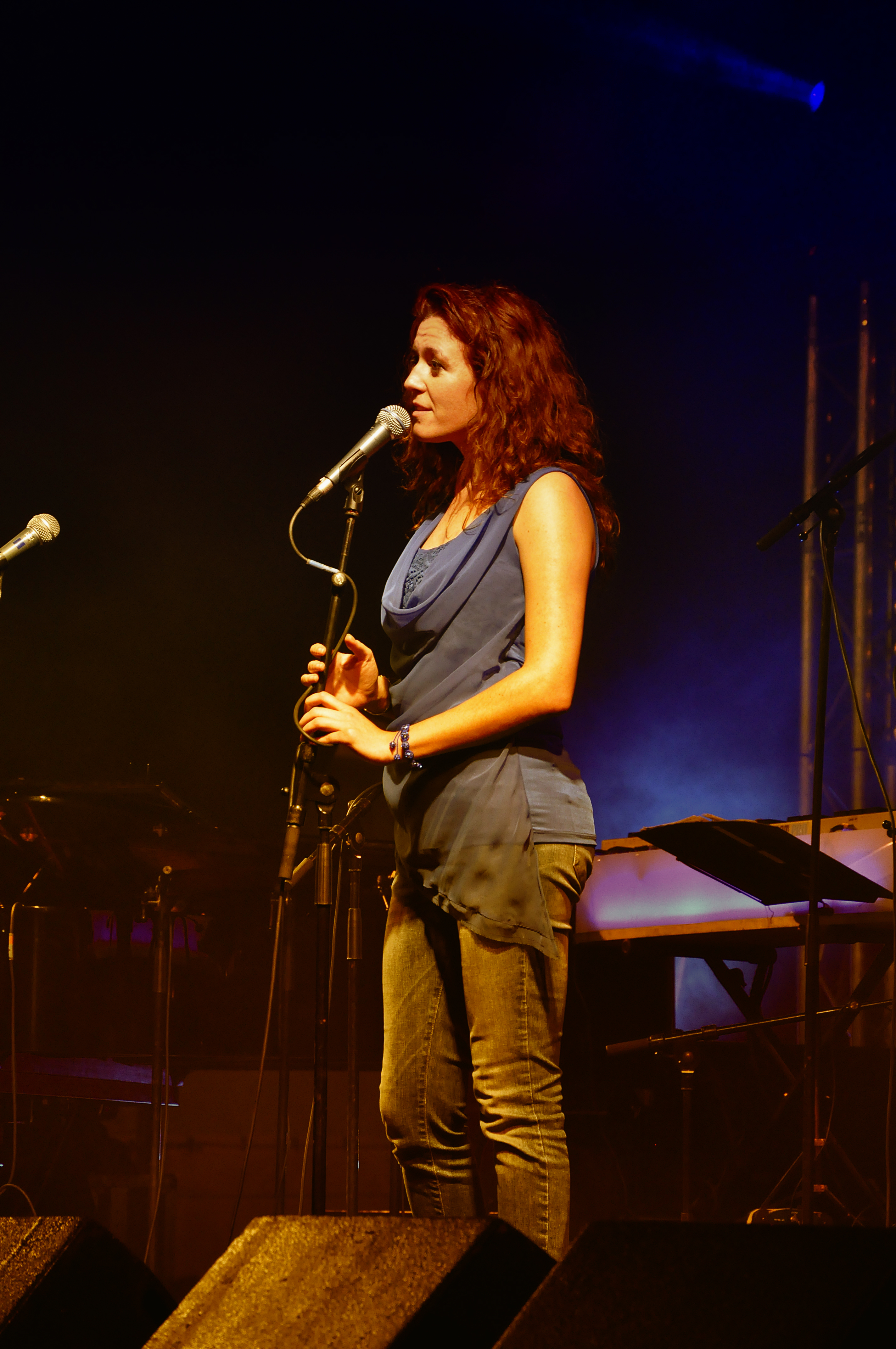
Amaryllis Temmerman op de Gentse feesten 2012

Amaryllis Temmerman (Aalst, 17 april 1975) is een Belgische actrice, presentatrice en zangeres.

## Overzicht van activiteiten

### Televisieseries
- De Vuilbek - Leslie (2002)
- Spoed - amazone (2006)
- Spoed - Femke Vincke (2007-2008)
- Familie - Greet Baele (2013, 2015, 2016-2017)
- De Dag - Nieuwsanker (2018)

### Film
- Any Way the Wind Blows - verkoopster Fnac (2003)

### Reality
- Open en Bloot (2005-2006)

### Presentatie televisie
- TV Oost Nieuws
- Studio TV Oost
- Trendiez (RTV)
- ROBtv
- MENT TV
- RINGtv

### Presentatie belspellen
- Puzzeltijd (2007-2009)
- Woordzoeker (2005-2010)
- Time To Play (2005-2010)

### Zang en show
- Eurosong 2004, deelnemer met het lied God in alle eenvoud
- Duizend wegen (met Hans Lambrechts) (2005)
- Expo 58 (2007)
- Dromen & drinken (2017)
- The Chachas (2023)

### Radio
- JOE fm - Heartbeats (juli 2012)
- BNL - Koestermomenten (mei 2020-heden)

## Discografie

### Hitnoteringen

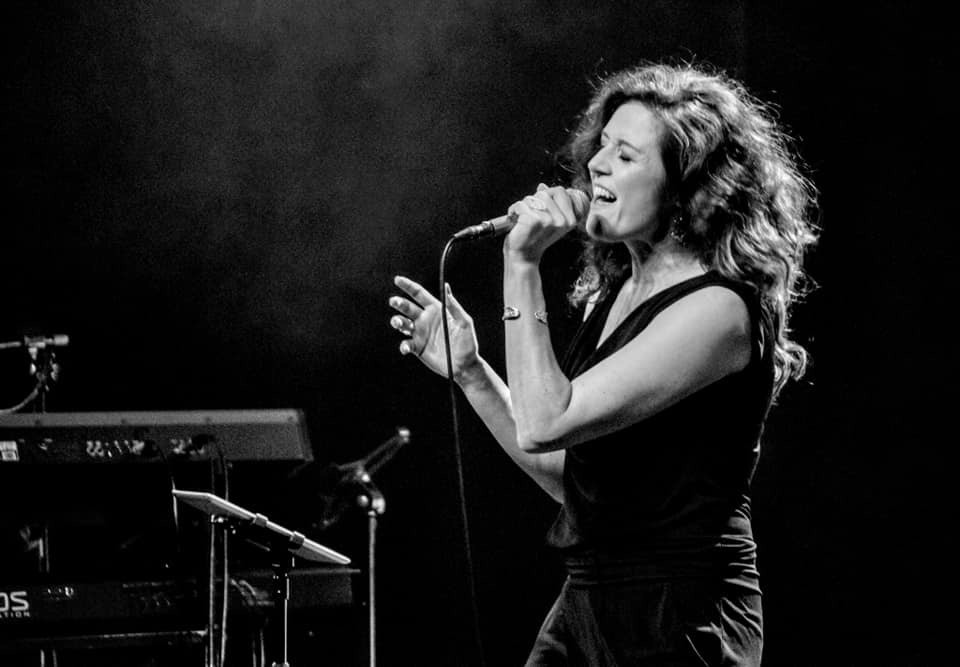

| Single met hitnotering(en) in de Vlaamse Ultratop 50 | Datum van verschijnen | Datum van binnenkomst | Hoogste positie | Aantal weken | Opmerkingen                                  |
| ---------------------------------------------------- | --------------------- | --------------------- | --------------- | ------------ | -------------------------------------------- |
| Miljoenen dingen                                     | 11-06-2012            | 16-06-2012            | tip33           | -            |                                              |
| Sta me bij                                           | 2012                  | 20-10-2012            | tip68           | -            |                                              |
| Zoals toen                                           | 2013                  | 25-05-2013            | tip41           | -            |                                              |
| Bette Davis                                          | 2013                  | 05-10-2013            | tip27           | -            |                                              |
| Nu of nooit                                          | 02-02-2015            | 14-02-2015            | tip42           | -            | Nr. 20 in de Vlaamse Top 50                  |
| Mooie tijd                                           | 29-05-2015            | 13-06-2015            | tip24           | -            | Nr. 14 in de Vlaamse Top 50                  |
| 1 moment                                             | 10-06-2016            | 18-06-2016            | tip4            | -            | Nr. 4 in de Vlaamse Top 50                   |
| Ik mis je zo                                         | 28-11-2016            | 03-12-2016            | tip2            | -            | Nr. 6 in de Vlaamse Top 50                   |
| Liefde van mijn leven                                | 22-05-2017            | 03-06-2017            | tip4            | -            | Nr. 5 in de Vlaamse Top 50                   |
| Handen op je rug                                     | 20-10-2017            | 28-10-2017            | tip10           | -            | Nr. 8 in de Vlaamse Top 50                   |
| Vol mooie dromen                                     | 25-05-2018            | 02-06-2018            | tip3            | -            | Nr. 4 in de Vlaamse Top 50                   |
| Geef het maar toe                                    | 11-01-2019            | 19-01-2019            | tip26           | -            | met John Terra / Nr. 15 in de Vlaamse Top 50 |
| Omdat het niet anders kan                            | 17-05-2019            | 25-05-2019            | tip3            | -            | met Nol Havens / Nr. 6 in de Vlaamse Top 50  |
| Zo mooi                                              | 15-05-2020            | 23-05-2020            | tip36           | -            | Nr. 21 in de Vlaamse Top 50                  |

### Overige singles
- God in alle eenvoud (2004)
- Een mooie tijd (2004)
- Rode ogen (2006)
- Wereldkampioen (2018)
- Denk je nog aan mij (2020)
- De ver van mijn bed show (2021) (Nr. 28 in de Vlaamse Top 30)
- Nooit zo mooi als nu (2021) (Nr. 7 in de Vlaamse Top 30)
- Halftien (2022) (Nr. 24 in de Vlaamse Top 30)
- Nachtvlinders (2024)
- Zon op je gezicht (2024)
- Fly on my wings (2024)

### Albums
- In alle eenvoud (2004)
- Expo 58 (2007)
- De tijd is nu (2012)
- Dromen & drinken (2017)